# حلقة أرباب الذوق
حلقة أرباب الذوق هي حركة أدبية باكستانية بدأت في لاهور، البنجاب البريطاني والهند في 29 أبريل 1939، وكلمة (أرباب الذوق ) تعني أن الأعضاء الذين لديهم «الذوق الأدبي في الأدب الأوردو» هم فقط الذين ينضمون إلى المجموعة.

## الأعضاء
ومن بين الأعضاء الأوائل شاعري اللغة الأردية نون ميم رشيد وميراجي، الذي أحضره صديقه ومن ثم أنضم لدائرة، قيوم نزار، وهو عضو نشط في المجموعة. (إن دائرة رجالات الذوق الأدبي) هي ثاني حركة أدبية حديثة في الشعر الأردوي في القرن العشرين، تأسست بعد عامين فقط من حركة كتّاب اليسار التقدميين، وتعتبر المجموعة الأكثر تأثيراً في الشعر الحديث باللغة الأوردية.
وقد عُقد اجتماع الدائرة الأول تحت اسم (Bazm-e dāstāngo ) وتعني (تجمع رواة القصص) وقام بتنظيمه كتاب يبحثون عن اجتماع غير سياسي ، وتم تغيير الاسم إ لى "Halqa-e Arbab-e Zauq" الاسم الحالي بعد فترة وجيزة[ ليس لسبب سياسي، ولكنها عكست نمطًا غربيًا تقليديًا للأدب الحديث مع أنماط جديدة من النثر وأنواع جديدة من الموضوعات خارج الشعر الأوردوي الكلاسيكي، مع بعض النواحي المواضيع التي تتعلق بالتجارب الشخصية لموضوعات الحكم البريطاني في الهند.
نون ميم رشيد، على سبيل المثال، على الرغم من أنه ليس منخرطاً سياسياً، إلا أنه تأثر بالشعراء الحداثيين الغربيين تي. إس إليوت وعزرا باوند في استكشاف أشكال شعرية جديدة. [الشاعر الأوردو ميراجي، الذي قدم شعرًا حرًا ويعتبر مؤسسًا للرمزية في الشعر الأوردوي.
على الرغم من التأثير القوي على الشعر الأوردوي الحديث، إلا أن الدائرة ضمت ورحبت بالأعضاء الذين كان نثرهم وشعرهم أكثر تقليدية، بما في ذلك كتّاب الغزل وكتاب القصة القصيرة ، مثل كريشان تشاندر والكاتب المسرحي راجيندر سينغ بيدي، والشاعر الأوردوي الرائد فايز أحمد فايز.
تواصل الدائرة جلسات منتظمة في مختلف مدن باكستان ، ولا سيما في لاهور وإسلام أباد وكراتشي. ويعود الفضل في ذلك إلى إنتاج العديد من الشعراء والكتاب الأوردوين البارزين. كان مقر هذه المنظمة في الأصل في لاهور، البنجاب في عام 1936. الآن في عام 2016 ، (الدائرة) لديها فروع حيثما يعيش هواة اللغة الأوردية حاليا بما في ذلك دول مثل الهند وباكستان وأوروبا وأمريكا الشمالية وأماكن أخرى.

## وصلات خارجية
- الللغة الأردية: النشأة والتاريخ
- والسنوية للدراسات الأردية : الأوردو منحة دراسية في اللغة الإنجليزية—برنامج مواطنو الدول أخبار
- دليل للغة الأوردو، بي بي سي
- القلم ريسرچ لائبريري -- اردو كي ايك ہزار نادر وباياب كتابيں
- الخطوط الأوردو الكتاب في ويكيبيديا
- التاريخ والمعلومات عن اللغة الأوردية